# Alicilio Pinto Silva Junior
Alicilio Pinto Silva Junior (* 15. Mai 1977 in São Luís) ist ein ehemaliger brasilianischer Fußballspieler.

## Karriere
Junior begann seine Karriere 1996 beim spanischen Real Madrid Castilla. 1997 wechselte er zum brasilianischen ECPP Vitória da Conquista. 1998 unterschrieb er einen Vertrag beim japanischen Erstligisten Kyōto Purple Sanga. Für den Verein bestritt er 27 Erstligaspiele. Danach spielte er beim brasilianischen Ituano FC, SER Caxias do Sul und AA Caldense.